# Georychus capensis
Georychus capensis é uma espécie de roedor da família Bathyergidae. É a única espécie do gênero Georychus.
Endêmica da África do Sul, pode ser encontrada em áreas disjuntas do sudoeste da província do Cabo, ao norte até Citrusdal e Nieuwoutdwal, e a leste até Port Elizabeth e Transkei.
Há uma populações isoladas em KwaZulu-Natal próxima a fronteira com o Lesoto, e em Mpumalanga (especificamente em Belfast, Wakkerstroom e Ermelo).